# Seven Viking
Le Seven Viking est un navire de ravitaillement offshore de la société Eidesvik Offshore (en) et qui peut être utilisé pour des opérations sous-marines en eau profonde. Le navire opère pour l'entreprise de services offshore Subsea 7. Il navigue sous pavillon norvégien et son port d'attache est Haugesund.

## Histoire
Seven Viking a été construit au chantier naval norvégien Ulstein Verft AS à Ulsteinvik en Norvège pour Eidesvik Seven AS et opérant pour Subway 7. Son pont de chargement a une surface de 830 m² pour un chargement de 500 tonnes de fret. Il est équipé d'une grue de 135 tonnes.
Le navire dispose, dans un hangar fermé de 220 m², deux sous-marins télécommandés (ROV) de type Schilling HD capables d'effectuer des tâches à des profondeurs allant jusqu'à 3.000 mètres et d'un ROV d'observation Sub-Atlantic Mohican pouvant évoluer jusqu'à 2.000 mètres. Il peut aussi précéder à des missions de traitement par pompage.
Le déplacement sur zone d'exécution des travaux est effectué à une vitesse opérationnelle de 17 nœuds. La précision de positionnement est assurée par le système de positionnement dynamique. Il dispose à bord de cabines pour 90 personnes. La livraison du personnel et de la cargaison peut être effectuée à l'aide de l'hélipad, qui est conçu pour recevoir des hélicoptères de type  Sikorsky S-92 ou Super Puma.

## Galerie

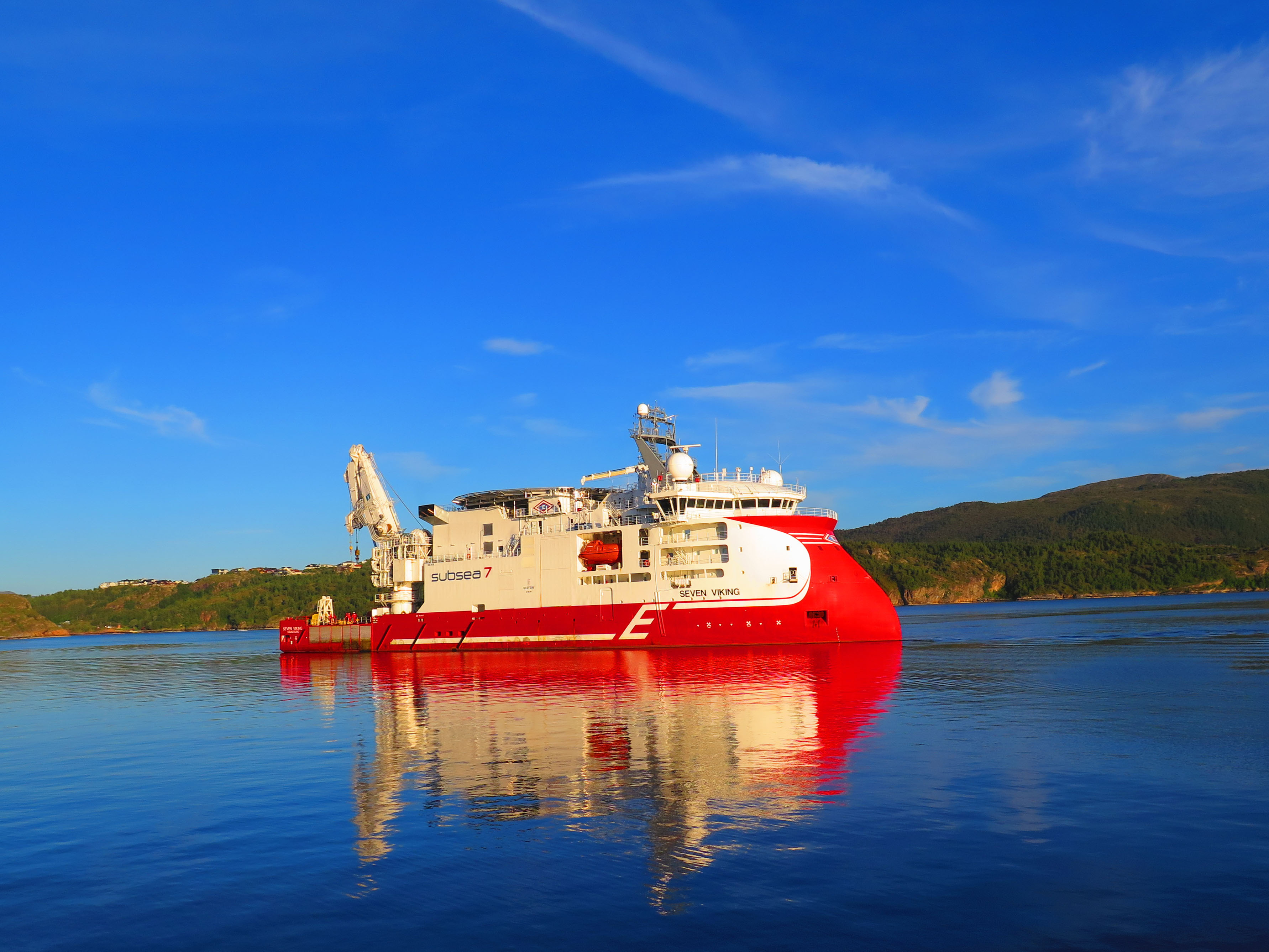
Seven Viking en 2015
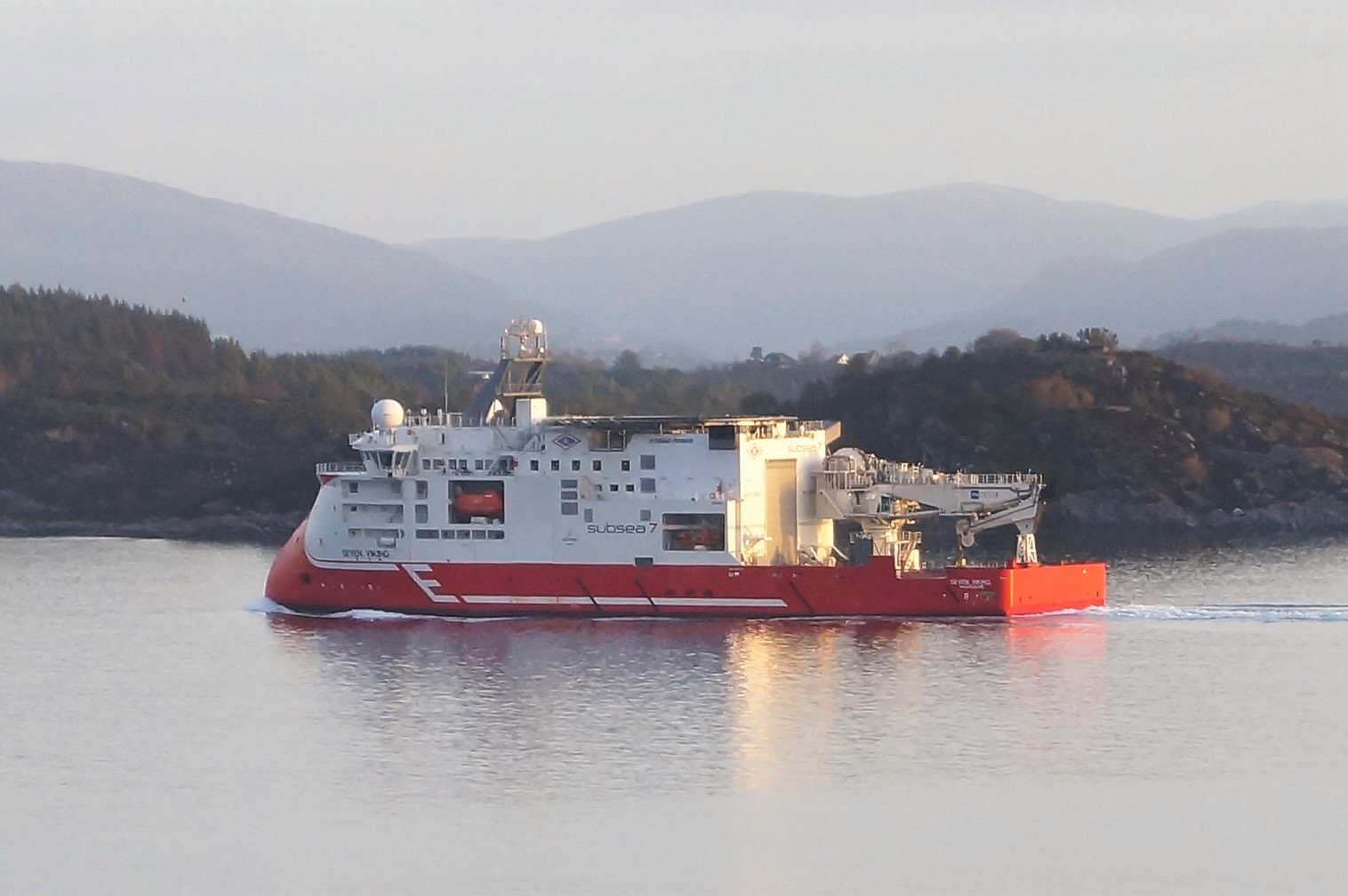
Seven Viking en 2018

### Articles externes
- Sevan Viking - Site marinetraffic

- Seven Viking - Site Flotte Subsea 7
- Seven Viking - Site Eidesvik

]